# Comic Arts Brooklyn
Comic Arts Brooklyn (Ко́мик Артс Бру́клин; с англ. Комиксовые искусства —  Бруклин; САВ, Си-Эй-Би) — фестиваль комиксов, ежегодно проводящийся в Бруклине, самом населённом боро города Нью-Йорка. Основан в 2013-м, став наследником Бруклинского фестиваля комиксов и графики (англ. Brooklyn Comics and Graphics Festival), который закрылся в том же году.

## Основное
Comic Arts Brooklyn был основан Габриэлем Фаулером, владельцем магазина комиксов Desert Island в Бруклине. Фестиваль сосредоточен вокруг однодневного выставочного пространства, в котором принимают участие около 200 художников и издателей комиксов.
Выставочное пространство в CAB предоставляется только по приглашению организаторов; художники и торговцы должны подавать заявки для принятия в него. Вход на фестиваль бесплатный для общественности.

## История
Бруклинский фестиваль комиксов и графики (БФКГ), предшественник CAB, был основан в 2009 году Габриэлем Фаулером, критиком и исследователем комиксов Биллом Карталопулосом и Дэном Нэйдел, основателем издательской компании PictureBox. Фестиваль длился четыре года, пока Карталопулос и Нэйдел не объявили в мае 2013 года, что больше не будут организовывать БФКГ. В июле 2013 года Фаулер объявил о создании Comic Arts Brooklyn, который состоялся в ноябре того же года. CAB был открыт 9 ноября 2013 года на старом месте проведения БФКГ.
В 2014 году CAB расширился с одного до двух фестивальных дней. Второй день был добавлен специально для панельных обсуждений.
CAB официально не регистрирует посещаемость фестиваля; организаторы оценили количество посетителей «тысячами».